# Стрілець (посада)

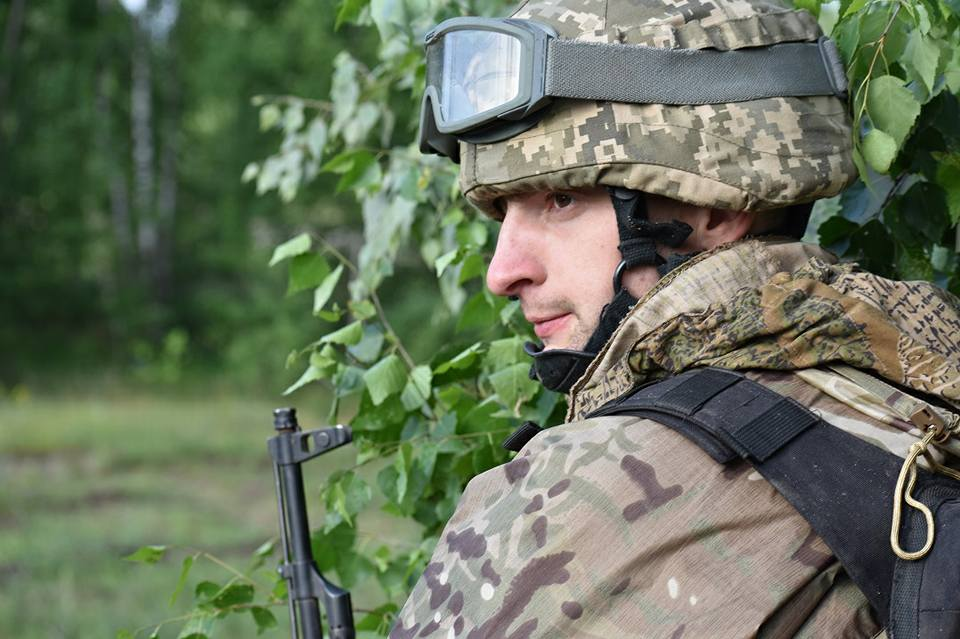
Навчання 95-ї повітряно-штурмової бригади

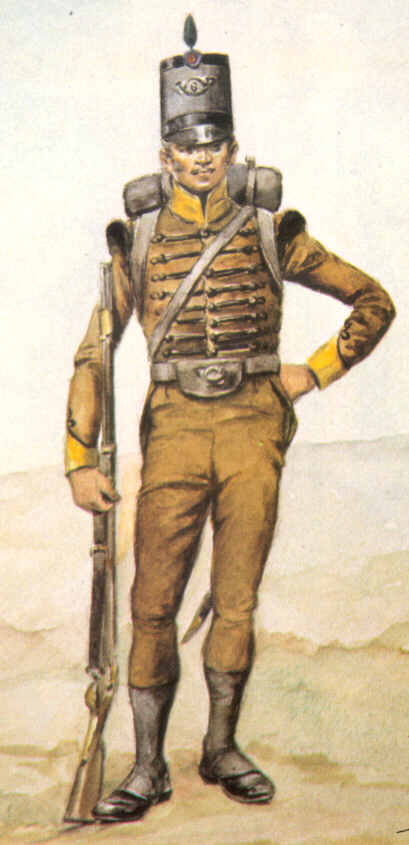
Португальський стрілець часів війни на Піренейському півострові

Стрілець — у військовій справі — посада солдата в групах, секціях, обслугах (розрахунках) та відділеннях піхотних, механізованих, мотострілецьких, мотопіхотних, повітряно-десантних, аеромобільних, розвідувальних та інших родів військ підрозділах. На озброєнні стрільця може знаходиться автомат, автоматична гвинтівка, карабін.
Стрільці — піше військо в Московскій державі у 50-ті рр. 16 — на початку 18 ст., яке формувалося з найманців (здебільшого вільних збіднілих селян і міщан).

## Посада
Стрілець є основною бойовою одиницею механізованого підрозділу, призначеної для виконання отриманого бойового завдання по ураженню живої сили противника у ближньому бою, за допомогою особистої стрілецької зброї. За військово-обліковою спеціальністю (ВОС) належить до стрілецьких спеціальностей.
У сучасному війську існують посади:
- старшого стрільця,
- стрільця,
- стрільця-помічника гранатометника,
- стрілець-радист тощо.

## Галерея

Грузинські стрільці та кулеметники під час навчальних стрільб. 2006
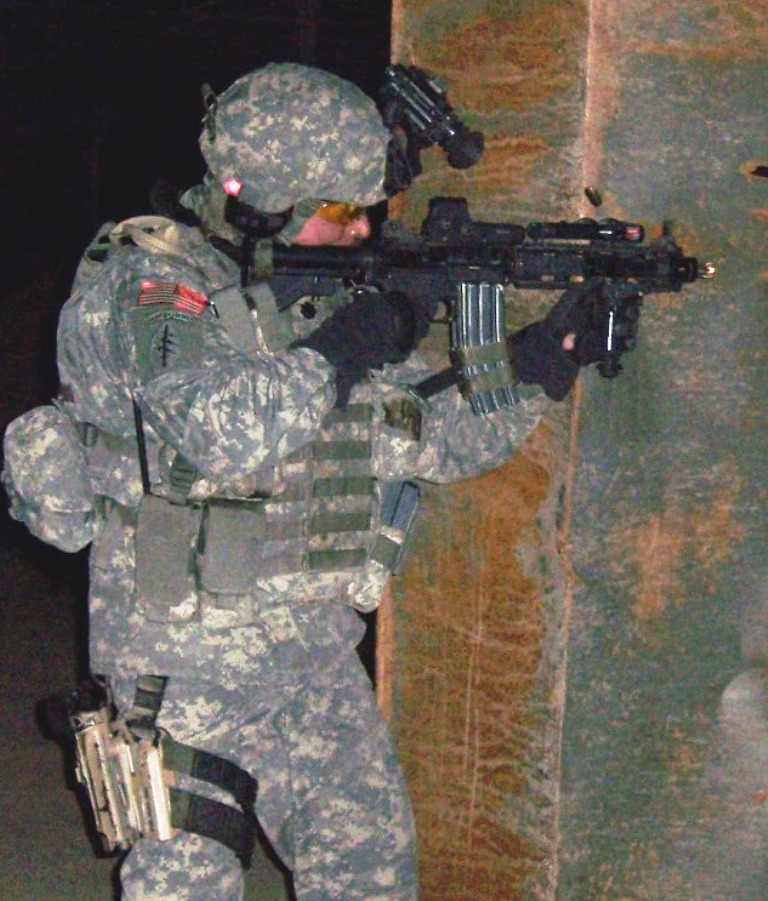
Стрілець з підрозділу Сил спеціальних операцій армії США веде вогонь з HK416 під час вуличного бою. Багдад. 2006
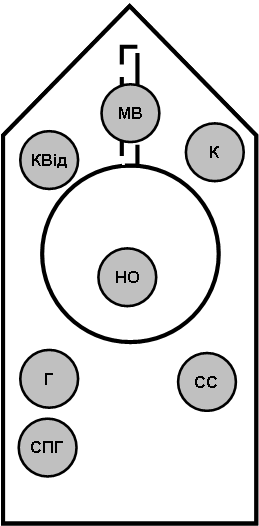
Схема розміщення парашутно-десантного відділення в БМД-1: КВід — Командир відділення—Командир бойової машини; НО — Навідник-оператор; МВ — Механік-водій; К — Кулеметник; Г — Гранатометник; СС — Старший стрілець; СПГ — Стрілець-помічник гранатометника